# The Birth of Our Saviour
The Birth of Our Saviour è un cortometraggio muto del 1914 diretto da Charles Brabin.

## Produzione
Il film fu prodotto dalla Edison Company.

## Distribuzione
Distribuito dalla General Film Company, il film - un cortometraggio in una bobina - uscì nelle sale cinematografiche degli Stati Uniti il 19 dicembre 1914.